# C. S. Lewis
Clive Staples Lewis, comumente referido como C. S. Lewis (Belfast, 29 de novembro de 1898 — Oxford, 22 de novembro de 1963), foi um professor universitário, escritor, romancista, poeta, crítico literário, ensaísta e teólogo anglicano irlandês. Durante sua carreira acadêmica, foi professor e membro do Magdalen College, tanto da Universidade de Oxford como da Universidade de Cambridge. Ele é conhecido por seus trabalhos envolvendo tanto a apologia cristã – incluindo as obras O Problema do Sofrimento (1940), Milagres (1947) e Cristianismo Puro e Simples (1952) – quanto os temas de ficção e fantasia – com obras como As Crônicas de Nárnia (1950-56), Cartas de um diabo ao seu aprendiz (1942) e Trilogia Espacial (1938-45). Foi também um estudioso da literatura medieval e renascentista, tendo produzido alguns dos mais renomados trabalhos acadêmicos envolvendo esses temas no século XX.
Em vida, foi grande amigo do também professor universitário e escritor britânico J. R. R. Tolkien (1892-1973) autor de O Senhor dos Anéis. Juntos, os dois serviram como membros do corpo docente da Faculdade de Língua Inglesa da Universidade de Oxford e lideraram o grupo informal de discussão e colaboração literária The Inklings. Apesar de ter sido criado ao longo da infância dentro das tradições da Igreja da Irlanda, se tornou um ateu convicto na altura de sua adolescência, seguindo essa linha de convicção pessoal até o início de sua idade adulta, quando, por intermédio de Tolkien, voltou a professar a fé cristã, tornando-se um árduo apologeta do cristianismo até o fim de sua vida.

## Nascimento, infância e adolescência

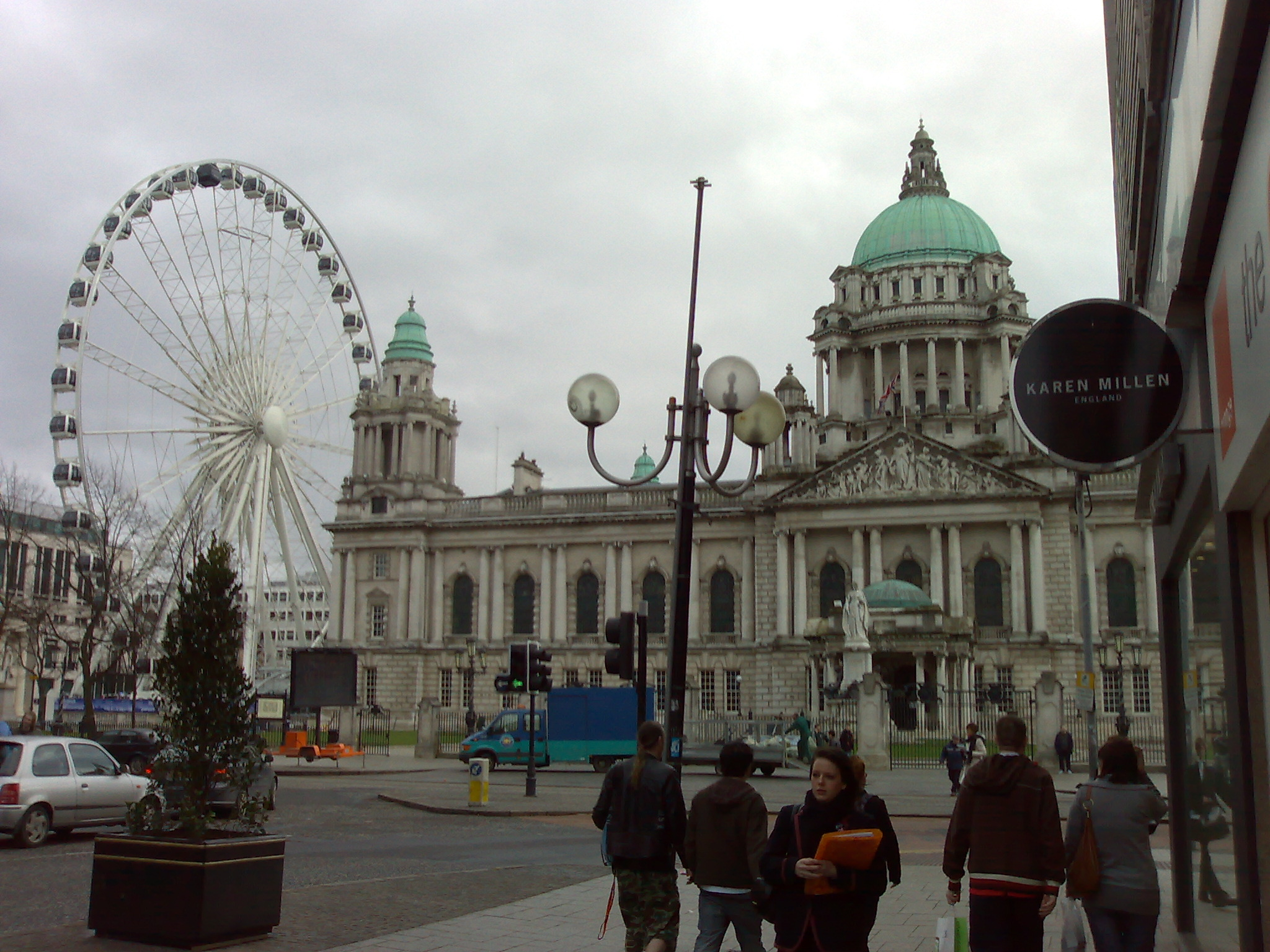
Centro da cidade de Belfast em 2010, onde Lewis nasceu e viveu com sua família os primeiros anos de sua vida entre o fim do século XIX e início do século XX

Nascido na cidade de Belfast, Irlanda (atual Irlanda do Norte), em 29 de novembro de 1898, Clive Staples Lewis cresceu no meio dos livros da seleta biblioteca particular de sua família, criando nesta atmosfera cultural um mundo todo próprio, dominado por sua fértil imaginação e criatividade. Filho caçula de Albert James Lewis (1863-1929) e de sua esposa, Florence Augusta Lewis (1862-1908), Clive foi descrito como uma "criança sonhadora".  Quando tinha três anos, decidiu adotar o nome de "Jack", pelo qual ficaria conhecido na família e no círculo de amigos próximos durante toda a vida.
Quando eram adolescentes, Lewis e seu irmão Warren Lewis (1895–1973), três anos mais velho que ele, passavam quase todo o seu tempo dentro de casa dedicando-se à leitura de livros clássicos, e distantes da realidade materialista e tecnológica do século XX. Aos 10 anos, em 1908, a morte prematura de sua mãe fez com que ele ainda mais se isolasse da vida comum dos garotos de sua idade, buscando refúgio no campo de suas histórias e fantasias infantis.
Na sua adolescência encontrou a obra do compositor Richard Wagner e começou a se interessar pelas mitologias nórdica e grega, e por línguas, como o latim e o hebraico.

## Educação
Sua educação foi iniciada por um tutor particular, ainda na Irlanda, sendo enviado a Malvern College, em Worcestershire, Inglaterra, aos 12 anos de idade.  Em 1916, aos 18 anos, foi admitido no University College, em Oxford, Inglaterra.  O serviço militar exigido pela Primeira Guerra Mundial (1914–18) interrompeu seus estudos. Em 1918, aos 20 anos, retornou à Oxford.
Durante a Primeira Guerra Mundial conheceu outro soldado irlandês, Paddy Moore, com quem travou amizade. Os dois fizeram uma promessa: se um deles falecesse durante o conflito, o outro tomaria conta da família respectiva. Moore faleceu em 1918 e Lewis cumpriu seu compromisso. Após o final da guerra, procurou a mãe de Paddy Moore, a senhora Janie Moore, com quem estabeleceu uma profunda amizade até a morte desta em 1951. Lewis viveu em várias casas arrendadas com Moore e a sua filha Maureen, facto que desagradou o seu pai. Por esta altura Clive já abandonara o cristianismo no qual fora educado.
Formando-se com louvor em letras e literatura aos 22, em 1920, em Oxford.  Também se formou em teologia e linguística.  De 1925 a 1954, lecionou no Magdalen College, também em Oxford, fazendo parte do corpo docente e servindo de consultor literário e teólogo da Universidade até sua morte, em 1963. Foi professor de Literatura Medieval e Renascentista na Universidade de Cambridge, em Cambrigde. Tornou-se altamente respeitado neste campo de estudo em toda a Europa, tanto como professor quanto como escritor. Seu livro A Alegoria do Amor: um Estudo da Tradição Medieval, publicado em 1936, é considerado por muitos seu mais importante trabalho, pelo qual ganhou o prêmio Gollansz Memorial de literatura. Em Oxford conheceu vários escritores famosos, como J. R. R. Tolkien (autor de O Senhor dos Anéis, de quem viria a se tornar grande amigo, discutindo com quem, numa noite em 1931, converteu-se ao cristianismo), T. S. Eliot, G. K. Chesterton e Owen Barfield. Sua última obra de cunho acadêmico, A Imagem Descartada. Para Compreender a Visão Medieval do Mundo (publicada postumamente em 1964), é uma síntese do modelo de mundo medieval e seu reflexo na literatura.

## Vida e obra

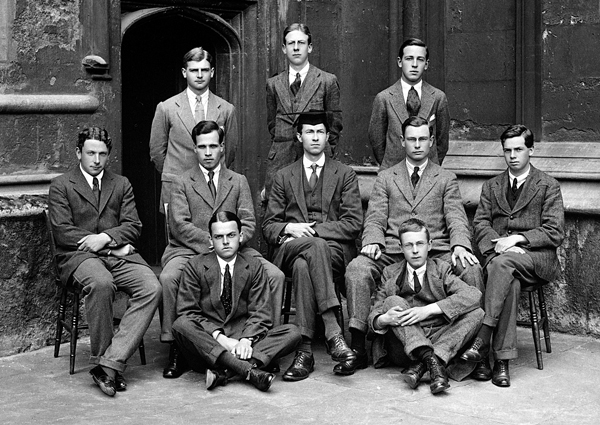
Os alunos de graduação do University College, Trinity Term 1917. C. S. Lewis está do lado direito da última fila. O professor da faculdade no centro da fotografia é John Behan, Stowell Law Fellow de 1909 a 1918, cujo contrato de trabalho foi “continuado pelo período de emergência”.

Lewis voltou à fé cristã no início da década de 1930. Dedicou-se a defendê-la e permaneceu na Igreja Anglicana (o conhecido teólogo evangélico J. I. Packer foi clérigo na igreja que Lewis frequentava). Tornou-se popular durante a II Guerra Mundial, por suas palestras transmitidas pela rádio e por seus escritos, sendo chamado de "apóstolo dos céticos", especialmente nos Estados Unidos.
Lewis notabilizou-se por uma inteligência privilegiada, e por um estilo espirituoso e imaginativo. "O Regresso do Peregrino", publicado em 1933, "O Problema do Sofrimento" (1940), "Milagres" (1947), e "Cartas de um diabo ao seu aprendiz" (1942), são provavelmente suas obras mais conhecidas. Escreveu também uma trilogia de ficção científico-religiosa, conhecida como a "Trilogia Espacial": "Além do Planeta Silencioso" (1938), "Perelandra" (1943), e "Aquela Força Medonha" (1945). Para crianças, escreveu uma série de crônicas, começando com "O Leão, a Feiticeira e o Guarda-Roupa" em 1950. Sua autobiografia, "Surpreendido pela Alegria", foi publicada em 1955.

### Pensamento

#### Moralidade universal
Uma das principais teses na apologia de Lewis é que existe uma moralidade comum conhecida em toda a humanidade, que ele chama de "lei natural". Nos cinco primeiros capítulos do Cristianismo Puro e Simples, Lewis discute a ideia de que as pessoas têm um padrão de comportamento ao qual esperam que as pessoas sigam. Lewis afirma que pessoas de todo o mundo sabem o que é essa lei e quando a violam. Ele continua afirmando que deve haver alguém ou algo por trás de um conjunto tão universal de princípios. 
Esses são os dois pontos que eu queria enfatizar. Primeiro, que os seres humanos, em todo o mundo, têm essa curiosa ideia de que devem se comportar de uma certa maneira e não conseguem realmente se livrar dela. Segundo, que eles não se comportam de fato dessa maneira. Eles conhecem a lei da natureza; eles a quebram. Esses dois fatos são a base de todo pensamento claro sobre nós mesmos e o universo em que vivemos.
Lewis também retrata a Moralidade Universal em suas obras de ficção. Em As Crônicas de Nárnia, ele descreve a Moralidade Universal como a "magia profunda" que todos sabiam.
No segundo capítulo do Cristianismo Puro e Simples, Lewis reconhece que "muitas pessoas acham difícil entender o que esta Lei da Natureza Humana ... é." E ele responde primeiro à ideia "de que a lei moral é simplesmente nosso instinto de rebanho" e, depois, à ideia "de que a lei moral é simplesmente uma convenção social". Ao responder à segunda ideia, Lewis observa que as pessoas frequentemente reclamam que um conjunto de ideias morais é melhor que outro, mas que isso realmente argumenta que existe alguma "Moralidade Real" com a qual estão comparando outras moralidades. Finalmente, ele observa que algumas vezes as diferenças nos códigos morais são exageradas por pessoas que confundem diferenças de crenças sobre moralidade com diferenças de crenças sobre fatos: 
Eu conheci pessoas que exageram as diferenças, porque não distinguiram entre diferenças de moralidade e diferenças de crença sobre os fatos. Por exemplo, um homem me disse: "Trezentos anos atrás, as pessoas na Inglaterra estavam matando bruxas. Era isso que você chama de regra da natureza humana ou conduta correta?" Mas certamente a razão pela qual não executamos bruxas é que não acreditamos que existem tais coisas. Se o fizéssemos - se realmente pensássemos que havia pessoas que se venderam ao diabo e receberam poderes sobrenaturais dele em troca e estavam usando esses poderes para matar seus vizinhos ou enlouquecer ou causar mau tempo, certamente nós todos concordaríamos que, se alguém merecesse a pena de morte, então essas traiçoeiras sórdidas também mereceriam. Não há diferença de princípio moral aqui: a diferença é simplesmente sobre questão de fato. Pode ser um grande avanço no conhecimento não acreditar em bruxas: não há avanço moral em não executá-las quando você acha que elas não estão lá. Você não chamaria um homem de humano por ele deixar de pôr ratoeiras, se o fizesse apenas porque acreditasse que não havia ratos na casa.
Lewis também teve visões bastante progressivas sobre o tema de "moralidade animal", em particular o sofrimento dos animais, como é evidenciado por vários de seus ensaios: mais notavelmente, Sobre a Vivisecção e "On the Pains of Animals".

## Doença e Morte
No início de junho de 1961, Lewis começou a ter problemas de saúde e foi diagnosticado com inflamação nos rins que resultaram em envenenamento do sangue. A doença fez com que perdesse o período de outono na Universidade de Cambridge, apesar de seu estado de saúde começar a melhorar gradualmente em 1962, voltando em abril. A saúde de Lewis continuou melhorando. Em 15 de julho 1963, adoeceu e foi internado no hospital. No dia seguinte, às 17h, sofreu um ataque cardíaco e entrou em coma; inesperadamente acordou no dia seguinte às 2h. Depois de receber alta do hospital, Lewis voltou ao lar, embora estivesse doente demais para voltar ao trabalho.  Assim, renunciou ao cargo em Cambridge, em agosto.  Sua condição continuou a piorar, e em meados de novembro, foi diagnosticado com estágio final de insuficiência renal. Em 22 de novembro de 1963, exatamente uma semana antes de seu 65º aniversário, entrou em colapso em seu quarto às 17h30 e morreu poucos minutos depois.  Foi enterrado no cemitério da Igreja da Santíssima Trindade, Headington, Oxford. Seu irmão Warren Hamilton "Warnie" Lewis, que morreu no dia 9 de abril de 1973, foi mais tarde enterrado no mesmo túmulo.
CS Lewis morreu no mesmo dia de Aldous Huxley, e o presidente dos Estados Unidos, John F. Kennedy.  A coincidência serviu como pano de fundo para o livro O Diálogo – Um debate além da morte entre John F. Kennedy, C. S. Lewis e Aldous Huxley, de Peter Kreeft, onde os três personagens, representando o teísmo ocidental (Lewis), o humanismo ocidental (Kennedy) e o panteísmo oriental (Huxley), discutem sobre religião e cristianismo.
Foi sepultado no Holy Trinity Churchyard, em Headington, Oxfordshire, Inglaterra.

## Sucesso internacional

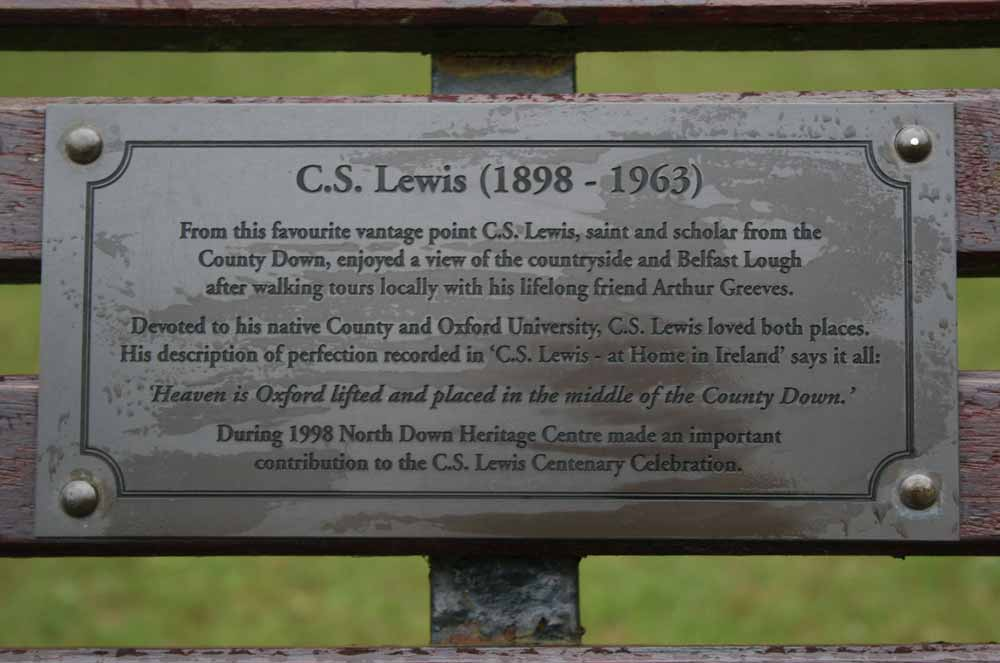
Placa homenageando Lewis num banco de praça, em North Down, Irlanda do Norte.

É bastante conhecida sua influência sobre personalidades ilustres da nossa época, dentre elas Margaret Thatcher, ex-primeira-ministra do Reino Unido. Seus livros foram lidos pelos seis últimos presidentes americanos, e muitos de seus pensamentos foram citados em seus discursos.  Venderam-se mais de 200 milhões de cópias dos 38 livros escritos por Lewis, os quais foram traduzidos para mais de 30 línguas, incluindo a série completa de Nárnia para o polonês, ainda durante a Guerra fria, e o russo. Entre 1996 e 1998, quando foi celebrado o seu centenário, foram escritos cerca de 50 novos livros sobre sua vida e seus trabalhos, completando mais de 150 livros desde o primeiro, escrito em 1949 por Chad Walsh: "C. S. Lewis: O Apóstolo dos Céticos".  Deu-se seu nome a um asteróide, o 7644 Cslewis, descoberto em 4 de novembro de 1988 por Antonín Mrkos.

## Relação comJ. R. R. Tolkien
Lewis e Tolkien foram grandes amigos durante décadas; contudo, seu relacionamento com Joy Davidman o fez se afastar aos poucos de Tolkien. Tolkien relata em uma de suas cartas que só descobriu que seu amigo Lewis havia se casado um ano depois do ocorrido. Por fim, quando Lewis morre em 1963, aos 64 anos, quase dez anos antes da morte do próprio Tolkien, ele relata como era a amizade dos dois. Essa amizade foi explorada no livro O Dom da Amizade: Tolkien e C. S. Lewis. De fato, Lewis contribuiu para a existência de O Senhor dos Anéis, sendo um dos primeiros a ler O Hobbit; Tolkien jamais deixou de admirar a grande inteligência e criatividade de Lewis, e vice-versa.

## Obras

### Não ficcionais
- Lewis, Clive Staples (2012) [1936], The Allegory of Love: A Study in Medieval Tradition [Alegoria do Amor: Um estudo da tradição medieval]
- Lewis, Clive Staples (1939), Rehabilitations and other essays — com dois ensaios não incluídos em Essay Collection (2000).
- ———; Tillyard, EMW (1939), The Personal Heresy: A Controversy.
- The Problem of Pain [O problema da dor.], Thomas Nelson Brasil, 2021 [1940].
- A Preface to Paradise Lost, 1942.
- The Abolition of Man [A Abolição do Homem], Martins Fontes, 1943.
- Beyond Personality, 1944.
- Miracles: A Preliminary Study [Milagres], Vida, 2006 [1947, revisado em 1960].
- Arthurian Torso, 1948; sobre a poesia de Charles Willliams.
- Mere Christianity [Cristianismo Puro e Simples], Martins Fontes (baseado em palestras por rádio de 1941–44; antes publicado em português como Mero Cristianismo).
- English Literature in the Sixteenth Century Excluding Drama, 1954.
- Surprised by Joy: The Shape of My Early Life [Surpreendido pela Alegria] (autobiografia), Thomas Nelson Brasil.
- Reflections on the Psalms, 1958. [Lendo os Salmos], Ultimato, 2015.
- The Four Loves [Os Quatro Amores], Martins Fontes.
- Studies in Words, 1960.
- An Experiment in Criticism [Uma experiência em crítica literária], Thomas Nelson Brasil, 2019 [1961].
- Clerk, NW (2006) [1961], A Grief Observed [A anatomia de uma dor] (pseudônimo), Vida.
- The Discarded Image: An Introduction to Medieval and Renaissance Literature, 1964.
- Fowler, Alastair, ed. (1967), Spenser's Images of Life.
- Selected Literary Essays, 1969 — não incluído em Essay Collection (2000)
- Undeceptions, 1971 [God in the Dock: Essays on Theology and Ethics, 1970] — todos incluídos em Essay Collection (2000)
- Studies in Medieval and Renaissance Literature, 1966 — não incluído em Essay Collection (2000)
- Letters to an American Lady [Cartas a uma senhora americana], Vida, 2006 [1967].
- Of Other Worlds (1982; ensaios) — com apenas um ensaio não incluído em Essay Collection
- All My Road Before Me: The Diary of C. S. Lewis 1922-27 (1993)
- Essay Collection: Literature, Philosophy and Short Stories (2000)
- Essay Collection: Faith, Christianity and the Church (2000)
- Collected Letters, Vol. I: Family Letters 1905-1931 (2000)
- Collected Letters, Vol. II: Books, Broadcasts and War 1931-1949 (2004)

### Ficcionais
- The Pilgrim's Regress (1933) (O Regresso do Peregrino)
- As Crônicas de Nárnia (toda a série foi publicada em português)
  - The Magician's Nephew [O Sobrinho do Mago] (também chamado de Os Anéis Mágicos).
  - The Lion, the Witch and the Wardrobe [O Leão, A Feiticeira e o Guarda-Roupa].
  - Prince Caspian [Príncipe Caspian], 1951.
  - The Voyage of the Dawn Treader [A Viagem do Peregrino da Alvorada], 1952 (também chamado de O Navio da Alvorada).
  - The Silver Chair [A Cadeira de Prata], 1953.
  - The Horse and His Boy [O Cavalo e seu Menino], 1954 (também chamado de O Cavalo e o Menino).
  - The Last Battle [A Última Batalha], 1956.
- Trilogia Espacial
  - Out of the Silent Planet [Longe do Planeta Silencioso], 1938 (ou Além do Planeta Silencioso).
  - Perelandra [Perelandra], 1943.
  - That Hideous Strength [Aquela Força Medonha], 1945.
- The Screwtape Letters [Cartas de um diabo ao seu aprendiz], Martins Fontes, 1942 (ou Cartas do inferno ou As Cartas do Coisa-Ruim).
- The Great Divorce [O grande abismo], Vida, 2006 [1945].
- Till We Have Faces (1956) [Até que Tenhamos Rostos], Ultimato.
- Letters to Malcolm: Chiefly on Prayer (1963) [Oração - Cartas a Malcolm].
- The Dark Tower and other stories (1977) [A Torre Negra e outras histórias], Planeta, 2016.
- Boxen: The Imaginary World of the Young C. S. Lewis (ed. Walter Hooper, 1985).

### Poesia
- Spirits in Bondage (1919; publicado sob o pseudônimo de Clive Hamilton)
- Dymer (1926; publicado sob o pseudônimo de Clive Hamilton)
- Hooper, Walter, ed. (1969), Narrative Poems; inclui Dymer.
- Hooper, Walter, ed. (1994), The Collected Poems of C. S. Lewis; inclui Spirits in Bondage.

## Coletâneas
- Um Ano com C. S. Lewis – Leituras diárias de suas obras clássicas, Greggersen, Gabriele trad, Ultimato.
- Leituras Diárias das Crônicas de Nárnia, Ultimato.

## Obras sobre C. S. Lewis
- Duriez, Colin, Manual Prático de Nárnia.
- ——— (2006), O dom da amizade: Tolkien e C. S. Lewis, Rio de Janeiro: Nova Fronteira.
- Downing, David, C.S. Lewis – O Mais Relutante dos Convertidos, Vida.
- Greggersen, Gabriele (ed.), O Evangelho de Nárnia, Vida Nova.
- ———, A Antropologia Filosófica de C. S. Lewis, Mackenzie.
- ———, A Magia das Crônicas de Nárnia I, GW.
- ———, Pedagogia cristã na obra de CS Lewis, Vida.
- Kreeft, Peter, O Diálogo – Um debate além da morte entre John F. Kennedy, C. S. Lewis e Aldous Huxley, Mundo Cristão.
- Magalhães, Glauco Barreira filho, O Imaginário em As Crônicas de Nárnia, Mundo Cristão.
- Magalhães, Glauco Barreira filho, Lições das Crônicas de Nárnia, Abba.
- de Miranda, João Valente, O Milagre do Livro "Milagres", Agbook.
- ———, O Destinograma (ficção), Clube de Autores.
- ———, O Grande Divórcio do Egocentrismo, Agbook e Clube de Autores.
- Nicoli, Armand, C.S. Lewis e Freud debatem sobre Deus, amor, sexo, e o sentido da vida, Greggersen, Gabriele trad, Ultimato.
- Veith, Gene, A Alma de O Leão, a Feiticeira e o Guarda-roupa, Habacuc.
- McGrath, Allister, C.S. Lewis, Richard Dawkings e o sentido da vida, Ultimato.